# Aristida rhizomophora
Aristida rhizomophora är en gräsart som beskrevs av Jason Richard Swallen. Aristida rhizomophora ingår i släktet Aristida och familjen gräs.
Artens utbredningsområde är Florida. Inga underarter finns listade i Catalogue of Life.